# Sylvie Lausberg
Pour les articles homonymes, voir Lausberg.
Sylvie Lausberg est une historienne, psychanalyste, écrivaine et féministe belge.

## Biographie
Diplômée de l'Université Libre de Bruxelles en histoire, Sylvie Lausberg mène une carrière de journaliste à la RTBF radio (1986-1996) où elle produit des feuilletons historiques. Elle est parallèlement journaliste indépendante dans le domaine de l'histoire et de la culture littéraire et publie notamment dans Soir illustré, Le Soir, L'Instant, Marianne Belgique.
Entre 2007 et 2012, elle conçoit des expositions internationales, ainsi que leurs catalogues, sur les relations entre juifs et musulmans au Maroc puis sur les relations entre le Maroc et l'Europe.
En 2019, Sylvie Lausberg publie un roman historique intitulé Madame S, qui retrace le parcours de Marguerite Steinheil, une demi-mondaine du début du XXe siècle.

### Engagement féministe et laïque
Après sa carrière de journaliste et en parallèle de ses activités de recherche et de création, Sylvie Lausberg milite et travaille sur les droits des femmes dans le milieu associatif et institutionnel belge. Elle plaide notamment pour l'instauration d'un ministère des Droits des femmes.
Sylvie Lausberg est présidente du Conseil des Femmes francophones de Belgique pour la période 2018-2022 et directrice du département Étude et stratégie du Centre d’Action Laïque,.
Engagée pour le droit à l'avortement, elle défend sa dépénalisation en Belgique.

## Publications
- Histoire de la Belgique pour les Snuls, Bord de l'eau, 2010  (ISBN 9782356870834)
- Avec Paul Dahan, Le Maroc et l'Europe : six siècles dans le regard de l'autre, Somogy, 2010  (ISBN 978-2757204023)

- Avec Ahmed Medhoune, Andrea Rea, Marco Martiniello, L'immigration marocaine en Belgique, Couleur Livres, 2015  (ISBN 978-2870036686)
- Maroc : Deux passions , une mémoire, Éditions Place des Victoires, 2007  (ISBN 978-2844591692)
- Toutes des salopes ». Injures sexuelles : ce qu’elles disent de nous, Bruxelles, éditions du Silo, 2017
- Madame S, Slatkin en Co, 2019  (ISBN 9782889440870)
- Avec Nicole Gallus, Nadia Geerts, Gabrielle Lefèvre, De la question de genre au droit à l'égalité, EME Éditions, 2014  (ISBN 978-2806631404)
- Le con, sexe imbécile ; l'édifiante histoire des injures sexistes, Bord de l'eau, à paraître  (ISBN 9782390150152)

## Distinctions
- 2018 : Prix Théroigne de Méricourt – Anne-Marie Lizin pour son engagement en faveur des femmes[8].